# Speckkäfer
Die Speckkäfer (Dermestidae) stellen eine Familie der Käfer dar, die weltweit ca. 1300 Arten in 50 Gattungen aufweist. In Europa kommen davon 144 Arten aus 18 Gattungen vor, von denen wiederum 68 Arten in Mitteleuropa leben.

## Merkmale
Die Käfer werden 1 bis 10 Millimeter lang und haben meist einen kompakten und rundlich-ovalen Körperbau. Sie unterscheiden sich äußerlich innerhalb der einzelnen Gattungen stark. Meist haben sie eine braune oder schwarze Grundfarbe, die bei manchen Arten mit roten, braunen oder gelben Flecken oder mit einer farbigen, durch Schuppen oder Haare ausgebildeten Binden- oder Fleckzeichnung auf den Deckflügeln ergänzt wird. Ihre Oberseite ist entweder glatt, beschuppt oder behaart.
Die Anzahl der Glieder ihrer Fühler variiert stark zwischen 5 und 11, genauso wie die Form, die meistens am Ende keulenförmig oder aber gerade ist. Die Keule besteht aus 3 bis 8 Gliedern. Ihre Form ist vor allem bei den Männchen stärker ausgeprägt; bei der Gattung Thaumaglossa erreichen die Keulen eine proportional extreme Größe. Bei manchen Arten sind die Fühler auch kammförmig. Ihre Beine haben jeweils fünf Tarsenglieder. Bis auf die Arten der Unterfamilie Dermestinae haben alle Arten neben den Facettenaugen auch ein Punktauge (Ocellus).
Die Larven sind langgestreckt und dicht mit borstigen Haarbüscheln versehen. Manche Arten haben zusätzlich auch Wehrhaare.

## Vorkommen
Die Speckkäfer sind auf der ganzen Welt zu finden und kommen in einer Vielzahl von Lebensräumen vor. Einige Arten leben gemeinsam mit ihren Larven im Bodenstreu, andere sind reine Blütenbesucher oder aber Aasfresser (Dermestes). Die Gattung Anthrenus z. B. findet man bevorzugt in der Nähe von Straßen und Schuttplätzen, diese Arten sind auch gefürchtete Schädlinge in Sammlungen präparierter Tiere, da sie sich von trockenen organischen Stoffen ernähren. Die Gattung Thaumaglossa lebt ausschließlich auf den Gelegen von Fangschrecken und Trogoderma ist eine Plage im Getreideanbau. Andere Arten haben sich auf die Nester von Säugetieren, Vögeln, Bienen oder Wespen spezialisiert.
Etliche Arten wurden durch den Menschen verschleppt und sind heute weltweit verbreitet.

## Lebensweise

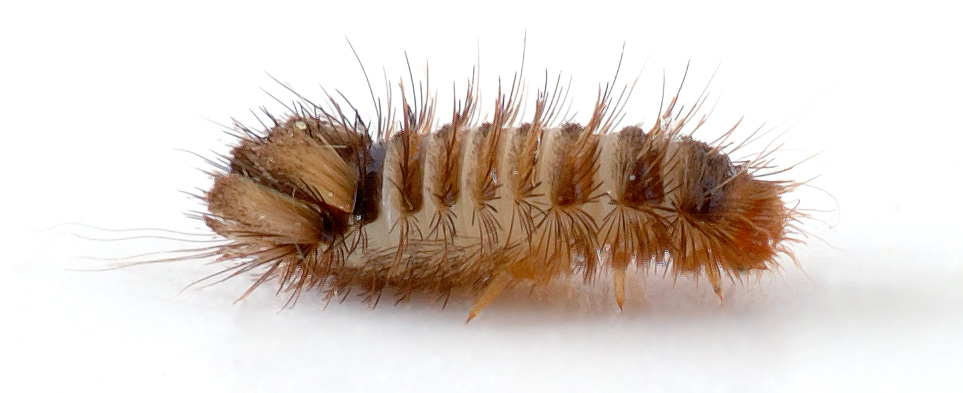
Larve des Wollkrautblütenkäfers (Anthrenus verbasci)

Die Käfer sind zum Teil tagaktiv, zum Teil auch nachtaktiv. Die meisten sind Aasfresser und fressen tote, getrocknete Tiere und Insektenreste, auch in Häusern und Wohnungen. Es gibt aber auch einige, die Pflanzenteile und Pollen fressen. Die Käfer können erhebliche Schäden an Wollstoffen, Fellen und in Insekten- und Tiersammlungen anrichten. Sie werden aber auch gezielt von Museen eingesetzt (insbesondere Dermestes maculatus), um Tierskelette von Weichteilen zu reinigen.
Die Imagines mancher Arten fallen durch ihren Totstellreflex auf: Bei Störungen lassen sie sich einfach fallen und legen Fühler und Beine an.
Zur Verpuppung bohren manche Arten (z. B. Dermestes) Gänge auch in harte Materialien, was an Handelsgütern große Schäden verursachen kann. Die Verpuppung findet innerhalb der letzten Puppenhülle statt. Je nach Art werden pro Jahr eine oder mehrere Generationen hervorgebracht. Manche Arten, besonders die Kulturfolger, können in der Nähe des Menschen auch in der kalten Jahreszeit ununterbrochen Generationen hervorbringen.

## Fossile Nachweise
Der älteste indirekte fossile Nachweis von Speckkäfern gelang 2008 an Knochen des etwa 155,7 bis 150,8 Mio. Jahre alten Dinosauriers Camptosaurus. Die Spurenfossilien an der Knochensubstanz zeigen die Fraßaktivitäten der Käfer sowohl an der Oberfläche als auch im Inneren des Knochens, das von mit ausgeschiedenem Knochenmaterial gefüllten Bohrgängen durchzogen ist. Abdrücke der Mandibel und das charakteristische Fraßbild weisen auf Speckkäfer als Verursacher der Spuren hin. Außerdem sind Vertreter dieser Familie aus verschiedenen Bernsteinvorkommen bekannt. Der älteste Beleg in Bernstein – bis zur Entdeckung des vorgenannten Fossils der älteste Nachweis dieser Käferfamilie überhaupt – wurde im unterkreidezeitlichen Libanon-Bernstein (etwa 130 Mio. Jahre) gefunden. Vertreter verschiedener Gattungen dieser Familie sind aus dem eozänen Baltischen Bernstein (40 bis 50 Mio. Jahre) bekannt. Auch in Bernsteinvorkommen aus Burma und Mexiko sowie in Dominikanischem Bernstein (alle tertiären Alters) sind Speckkäfer gefunden worden.

## Arten (Auswahl)
- Gattung Anthrenocerus

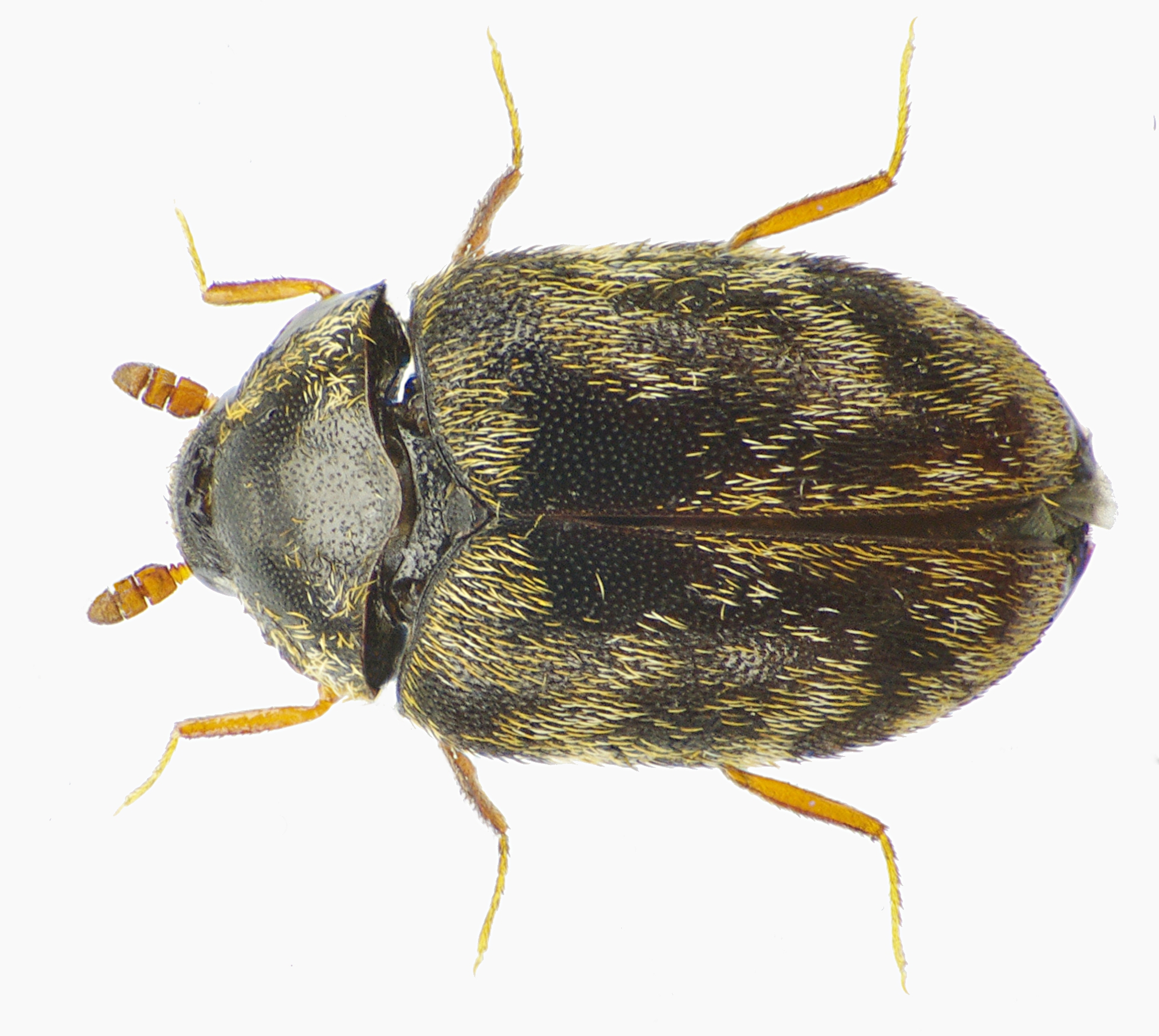
Australischer Teppichkäfer (Anthrenocerus australis)

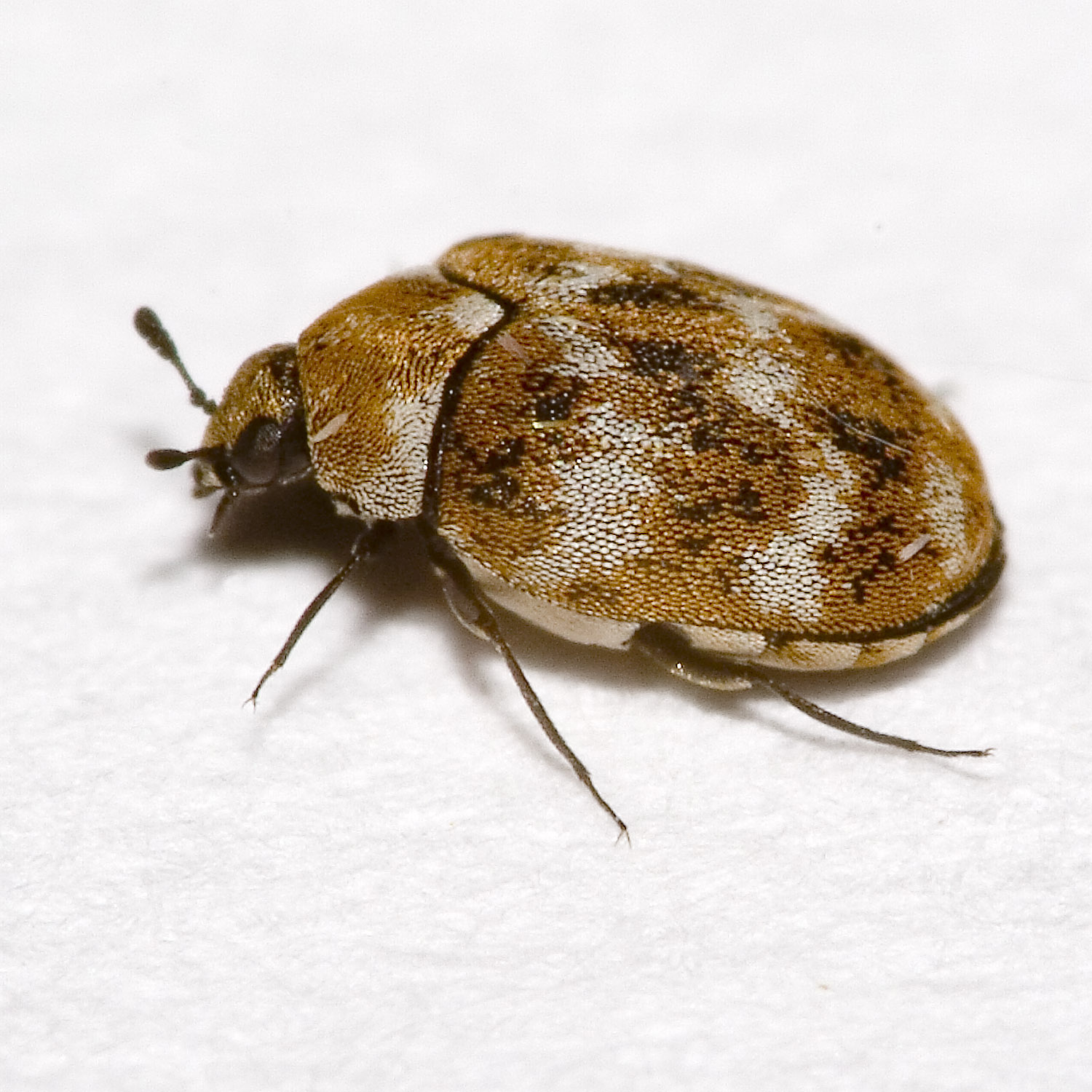
Wollkrautblütenkäfer (Anthrenus verbasci)

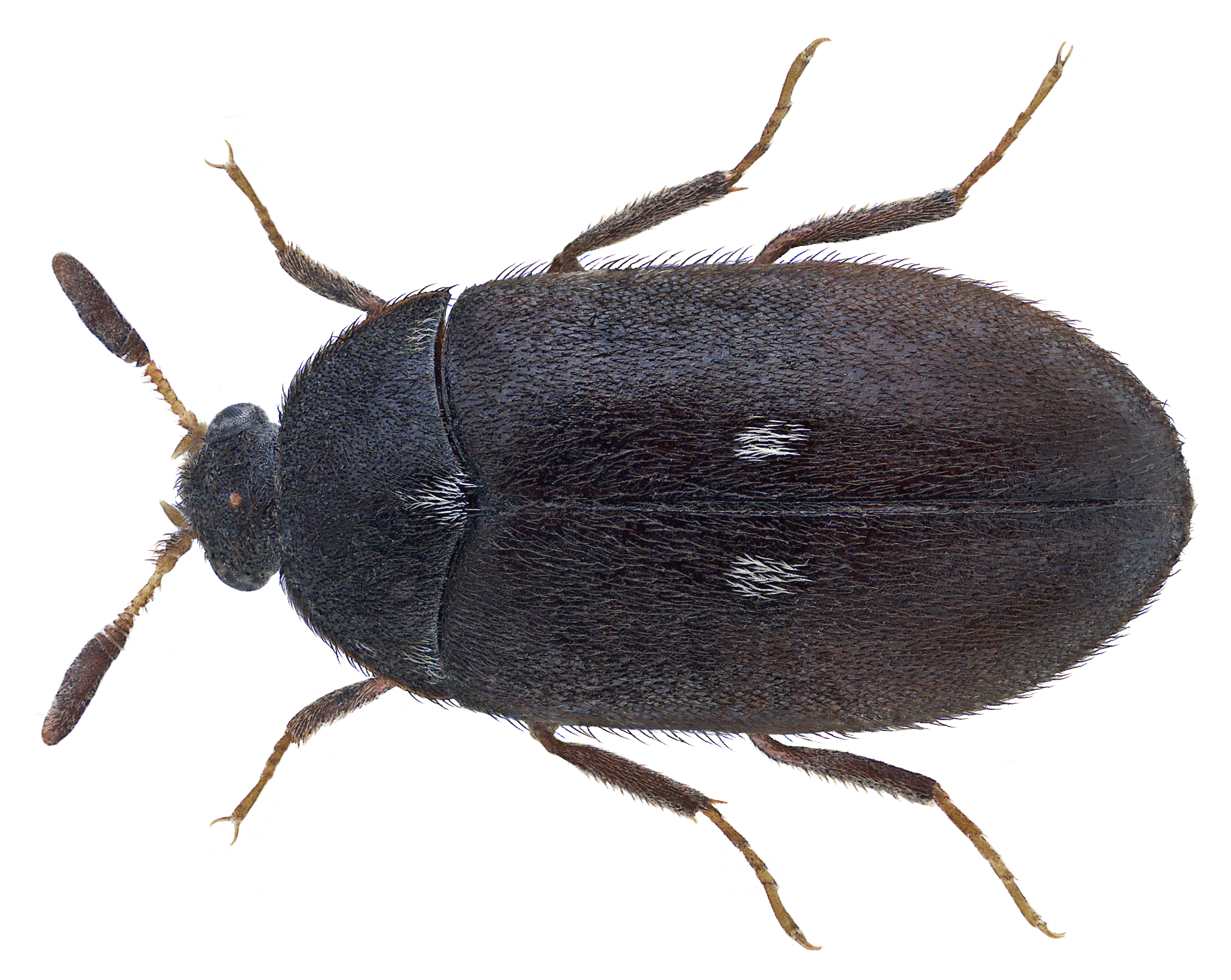
Gemeiner Pelzkäfer (Attagenus pellio)

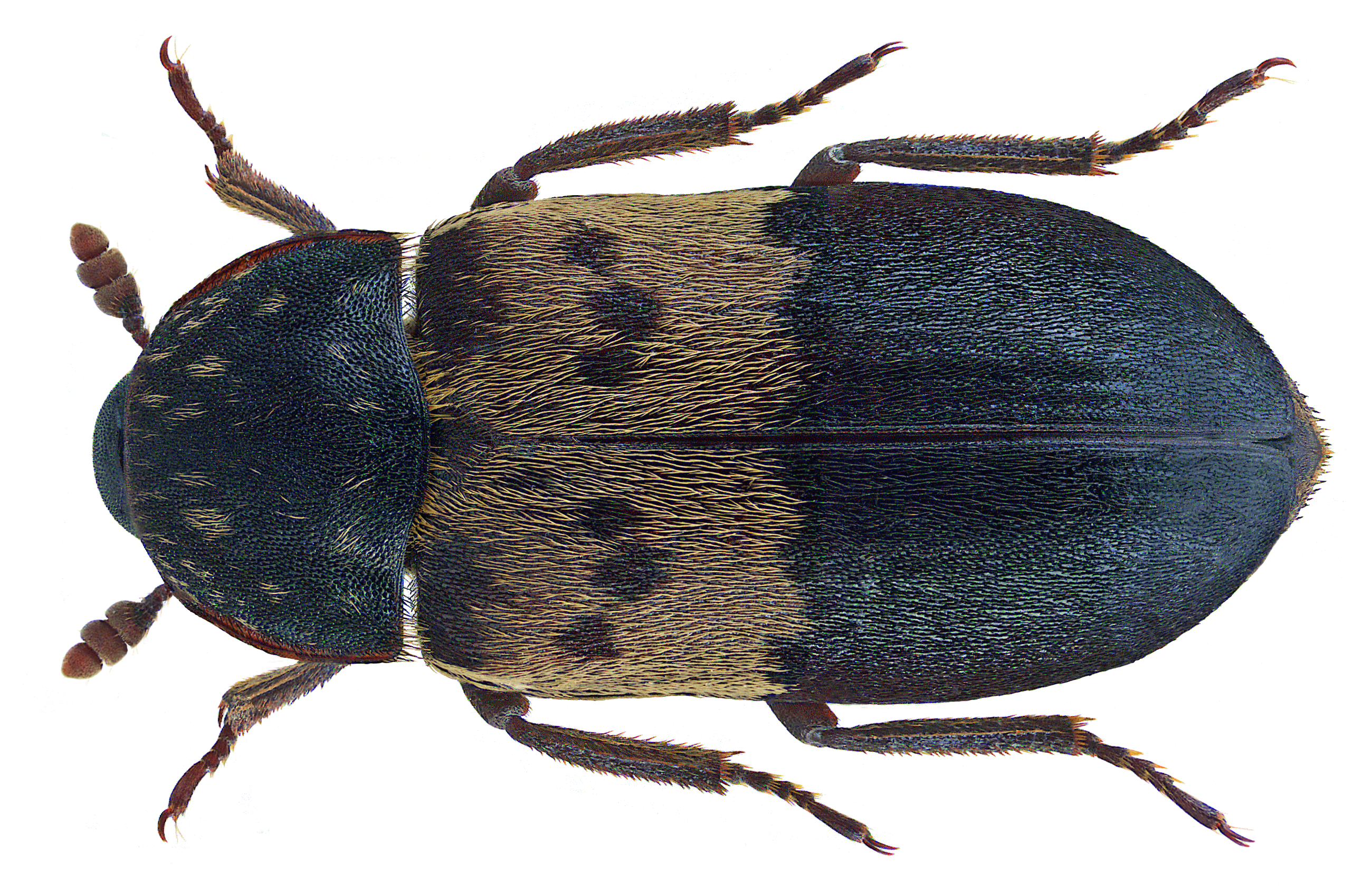
Gemeiner Speckkäfer (Dermestes lardarius)

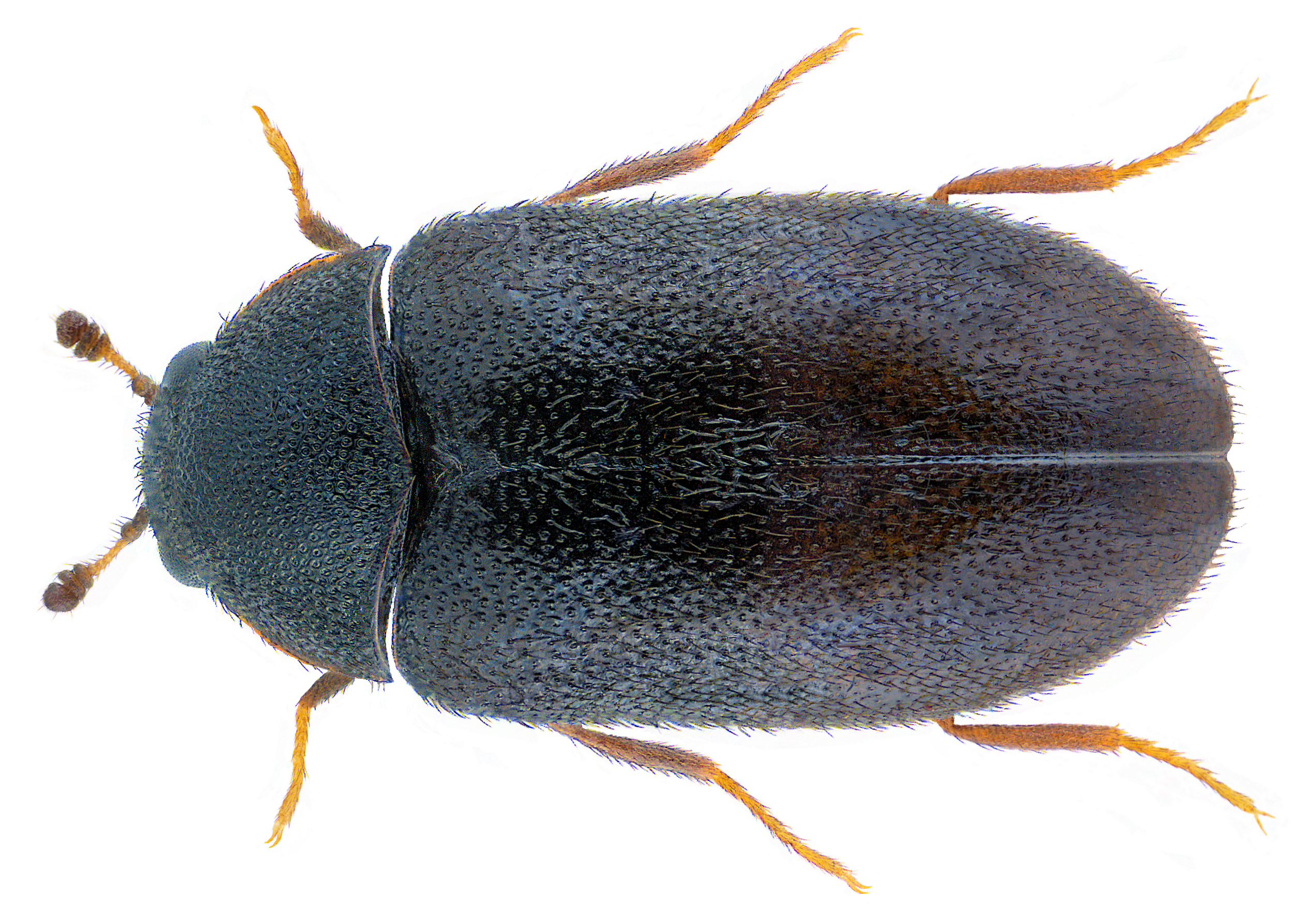
Globicornis nigripes

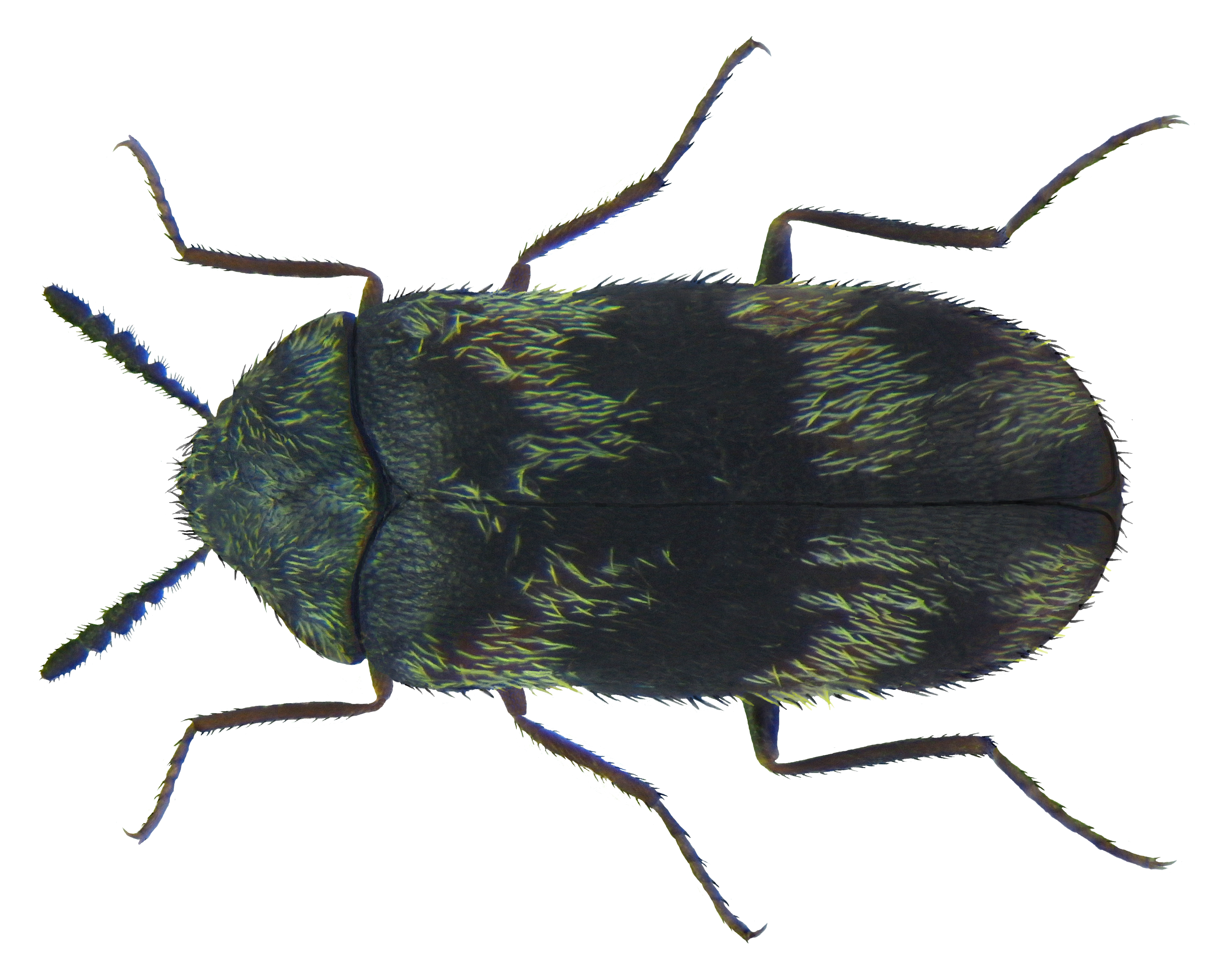
Berlinkäfer (Trogoderma angustum)

  - Australischer Teppichkäfer (Anthrenocerus australis)
- Gattung Anthrenus
  - Anthrenus angustefasciatus
  - Anthrenus flavipes
  - Brauner Blütenkäfer (Anthrenus fuscus)
  - Kabinettkäfer (Anthrenus museorum)
  - Anthrenus olgae
  - Bibernellen-Blütenkäfer (Anthrenus pimpinellae)
  - Teppichkäfer (Anthrenus scrophulariae)
  - Wollkrautblütenkäfer (Anthrenus verbasci)
- Gattung Attagenus
  - Attagenus brunneus
  - Gemeiner Pelzkäfer (Attagenus pellio)
  - Attagenus punctatus
  - Brauner Pelzkäfer (Attagenus smirnovi)
  - Attagenus schaefferi
  - Attagenus trifasciatus
  - Schwarzer Teppichkäfer (Attagenus unicolor)
- Gattung Ctesias
  - Ctesias serra
- Gattung Dermestes
  - Dermestes ater
  - Dermestes bicolor
  - Dermestes carnivorus
  - Dermestes erichsoni
  - Dermestes frischii
  - Dermestes gyllenhalii
  - Zweifarbig Behaarter Speckkäfer (Dermestes haemorrhoidalis)
  - Dermestes laniarius
  - Gemeiner Speckkäfer (Dermestes lardarius)
  - Dornspeckkäfer (Dermestes maculatus)
  - Dermestes murinus
  - Peruanischer Speckkäfer (Dermestes peruvianus)
  - Dermestes undulatus
- Gattung Globicornis
  - Globicornis corticalis
  - Globicornis emarginata
  - Globicornis nigripes
- Gattung Megatoma
  - Gewellter Speckkäfer (Megatoma undata)
- Gattung Orphilus
  - Orphilus niger
- Gattung Phradonoma
  - Phradonoma villosulum
- Gattung Reesa
  - Reesa vespulae
- Gattung Thorictodes
  - Thorictodes heydeni
- Gattung Thylodrias
  - Thylodrias contractus
- Gattung Trinodes
  - Trinodes hirtus
- Gattung Trogoderma
  - Berlinkäfer (Trogoderma angustum)
  - Kahler Speckkäfer (Trogoderma glabrum)
  - Khaprakäfer (Trogoderma granarium)
  - Trogoderma megatomoides
  - Trogoderma versicolor